# 楊廉
楊廉（1452年—1525年），字方震，號月湖，一號畏軒，江西南昌府豐城縣人，明朝政治人物。成化丁酉解元，丁未進士。嘉靖初年官至南京禮部尚書。

## 生平
父楊崇曾受業於吳與弼門人胡九韶，楊廉幼承家學，以文行著稱。成化十三年（1477年）中式丁酉科江西鄉試第一名。成化二十三年（1487年）丁未科會試第三名，登三甲第二百零二名進士。選翰林院庶吉士，改南京給事中，歷官南京光祿寺少卿。正德間，改太僕寺卿，歷順天府尹。累官南京禮部侍郎，嘉靖初遷禮部尚書。乞休歸。家居二年卒，年七十四。贈太子少保，諡文恪。《明史》有傳。

## 著作
楊廉與羅欽順為善，為居敬窮理之學，學者稱其為月湖先生。著有《伊洛淵源錄新增》、《皇明名臣言行錄》、《月湖集》等。

## 家族
曾祖楊德義；祖父楊行素；父楊崇，知府。母劉氏。

## 延伸阅读
[在维基数据编辑]
 《國朝獻徵錄·卷之三十六》，出自焦竑《國朝獻徵錄》
 《明史卷二百八十二》，出自《明史》
 在维基共享资源阅览影像